# ハインリヒ・フォン・ツァイスベルク

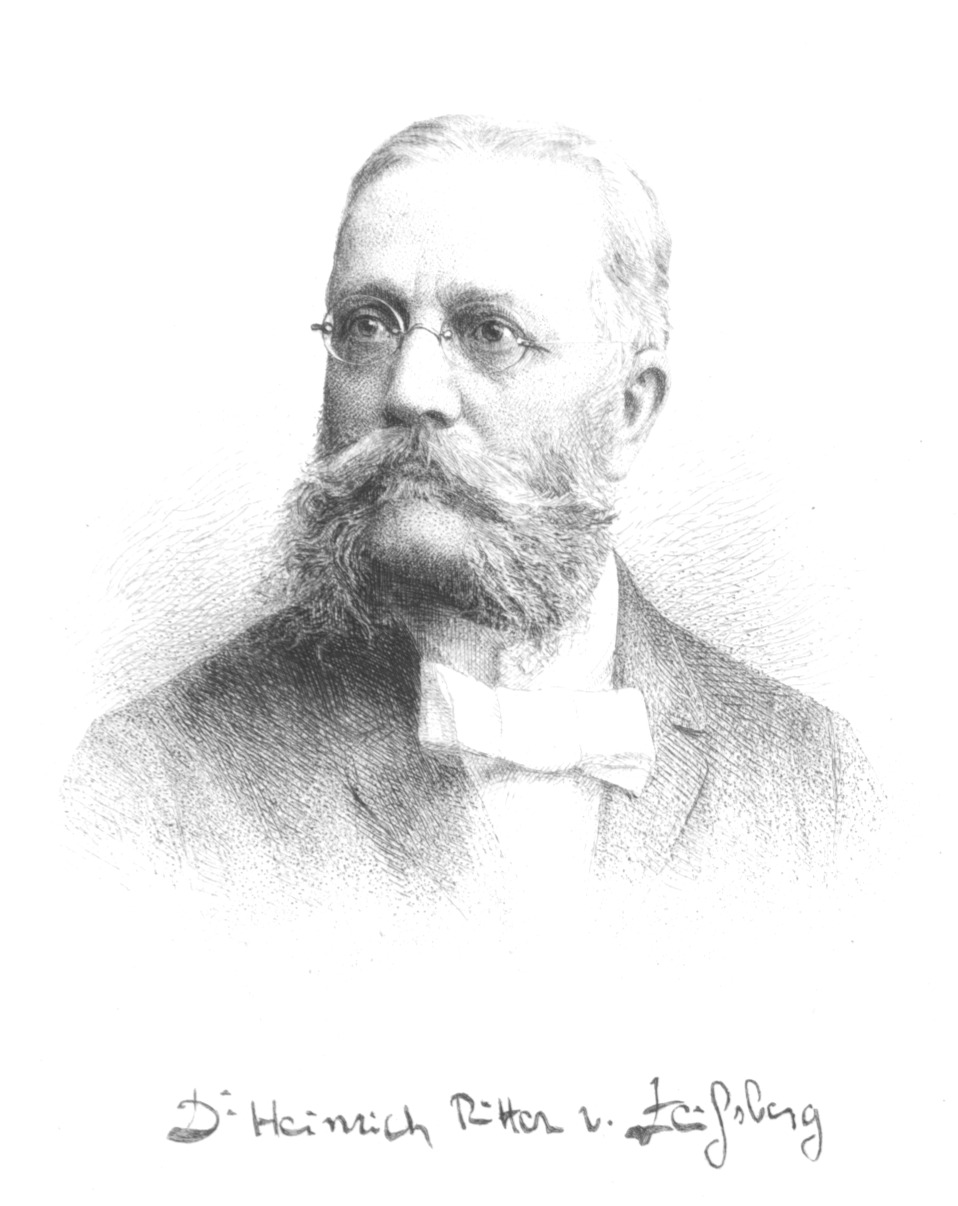
ハインリヒ・リッター・フォン・ツァイスベルク、1899年。

ハインリヒ・リッター・フォン・ツァイスベルク（ドイツ語: Heinrich Ritter von Zeissberg、1839年7月8日 ウィーン - 1899年5月27日 ウィーン）は、オーストリア＝ハンガリー帝国の歴史家。

## 略歴
ウィーン大学で歴史を学び、1862年に博士になった。1863年に歴史を教える資格を獲得した後、1865年にレンベルク大学の歴史学教授になり、1871年にインスブルック大学に移籍した。1873年にウィーン大学の教授になり、以降1897年まで在籍した。皇太子ルドルフの家庭教師の1人として歴史を教えた。1891年にウィーンのオーストリア歴史研究学会の会長に就任、1896年から1899年まで宮廷図書館の館長を務めた。1899年5月27日に死去した。

## 著作
特記がない限り、本節の出典は。

### 中世オーストリアとポーランド
- Arno, erster Erzbischof van Salzburg（ウィーン、1863年） - 初代ザルツブルク司教（英語版）アルノ（英語版）
- Miseco I. (Mieczysław) der erste christliche beherrscher der Polen（1867年） - ポーランド公初のキリスト教徒であるミェシュコ1世
- Die Kriege Kaiser Heinrichs II. mit Herzog Boleslaw I. von Polen（ウィーン、1868年） - 神聖ローマ皇帝ハインリヒ2世とポーランド公ボレスワフ1世の戦争
- Die polnische Geschichtsschreibung des Mittelalters（ライプツィヒ、1873年） - 中世ポーランドの史観
- Rudolf von Habsburg und der österreichische Staatsgedanke（ウィーン、1882年） - ルドルフ・フォン・ハプスブルクとオーストリア国という思想
- Über das Rechtsverfahren Rudolfs von Habsburg gegen Ottokar von Böhmen（ウィーン、1887年） - ルドルフ・フォン・ハプスブルクとオットカール・フォン・ベーメンの係争
- Der österreichische Erbfolgestreit nach dem Tode des Königs Ladislaus Posthumus, 1457-58（ウィーン、1879年） - ラディスラウス・ポストゥムス王の死後のオーストリア継承争い

### 18世紀末の歴史に関する著作
- Zur deutschen Kaiserpolitik Oesterreichs: ein Beitrag zur Geschichte des Revolutionsjahres 1795（ウィーン、1899年） - オーストリアのドイツ帝国主義政策: 革命の年1795年の歴史について
- Zwei Jahre belgischer Geschichte 1791-92（ウィーン、1891年） - ベルギーの歴史の2年間: 1791年-1792年
- Belgien unter der Generalstatthalterschaft Erzherzog Karls 1793-94（ウィーン、1893年 - 1894年） - カール大公治下のベルギー、1793年-1794年
- Erzherzog Karl von Oesterreich. Lebensbild（ウィーン、1895年） - カール大公伝
- Franz Josef I.（ウィーン、1888年） - フランツ・ヨーゼフ1世
- Quellen zur Geschichte der Deutschen Kaiserpolitik Oesterreichs während der französischen Revolutionskriege 1790-1801（ウィーン、1882年 - 1885年、1890年） - ツァイスベルクは第3巻から第5巻までを編集した[1]。

ほかにはドイツ一般人名録にも寄稿した。